# Старухин (хутор)
Старухин — хутор в Александрово-Гайском районе Саратовской области России. Входит в состав сельского поселения Александрово-Гайское муниципальное образование.

## История
Образован в 2002 г. постановлением Саратовской областной думы № 3-74 от 13.11.2002 г.

## Население
| 2010 | 2018 |
| ---- | ---- |
| 35   | ↘10  |